# Last (Beilrode)
Last ist ein Ortsteil der sächsischen Gemeinde Beilrode im Landkreis Nordsachsen.

## Geografie und Verkehrsanbindung
Der Ort liegt nordwestlich des Kernortes Beilrode. Die Staatsstraße S 25 verläuft nördlich, die Elbe fließt westlich. Das Naturschutzgebiet Prudel Döhlen liegt südöstlich.
Die Landesgrenze zu Sachsen-Anhalt verläuft unweit nördlich und östlich.

## Sehenswürdigkeiten
Das Herrenhaus Last wurde 1848 im englischen Stil erbaut. Von 1908 bis 1945 war es im Besitz von Gutsbesitzer Schaeper. Nach der Enteignung im Jahr 1945 wurde das Herrenhaus bis 1993 von der Gemeinde verwaltet. Heute befinden sich darin Wohnungen, nachdem der jetzige Besitzer, ein Scheich, das Gutshaus umfangreich sanieren ließ.